# Helmut Schäfer (Dramaturg)
Helmut Schäfer (* 9. Februar 1952 in Köln) ist ein deutscher Dramaturg und Theaterleiter.

## Leben
Helmut Schäfer studierte Philosophie und Soziologie. Nach seinem Studium arbeitete er als Dramaturg unter anderem in Berlin, Düsseldorf, Frankfurt am Main, Köln und Stuttgart. In Berlin, Duisburg, Essen, Köln ging er verschiedenen theaterbezogenen Lehrtätigkeiten nach.
Gemeinsam mit Roberto Ciulli und Gralf-Edzard Habben gründete Helmut Schäfer 1981 das Theater an der Ruhr im ehemaligen Solbad Raffelberg in Mülheim an der Ruhr und ist seit der Gründung des Theaters dessen künstlerischer Leiter und leitender Dramaturg. Er begründete das intellektuelle und ästhetische Profil des Theaters, das sich bis heute zu 40 % über Gastspiele selbst finanziert. Schäfer setzte sich damit gegenüber anderen Stadttheatermodellen durch. Auch seine Vertragsformen mit den Mitarbeitern hatten Beispielcharakter für andere Theater.

## Tätigkeiten (Auswahl)
Neben seinen zahlreichen Übersetzungen der Fassungen der Klassik (Der Zyklop / Elektra / Die Bakchen / König Ödipus / Antigone / Hamlet / Titus Andronicus), war er am Theater an der Ruhr als künstlerischer Leiter für die Stücke Alkestis, Das Dekameron, Medea und Veracruz verantwortlich.
Weitere Inszenierungen unter seiner dramaturgischen Leitung:
- „Geschichten aus dem Wienerwald“ Ödön von Horváth / Schauspiel Köln 1977
- „Aus dem bürgerlichen Heldenleben“ Carl Sternheim (Die Hose, Der Snob, 1913, Das Fossil) / Schauspiel Köln 1978
- „Der Zyklop“ Euripides / Schauspiel Köln 1978
- „Alkestis“ Helmut Schäfer / Düsseldorfer Schauspielhaus 1979
- „Das Dekameron“ Helmut Schäfer / Düsseldorfer Schauspielhaus 1980
- „März. Ein Künstlerleben“ Heinar Kipphardt – Uraufführung / Düsseldorfer Schauspielhaus 1980
- „Gott“ Woody Allen – Europäische Erstaufführung / Düsseldorfer Schauspielhaus 1981
- „Medea“ Helmut Schäfer / Stuttgarter Schauspielhaus
- „Lulu“ Frank Wedekind / Eröffnungspremiere des 'Theater an der Ruhr 1981
- „Tod“ und „Gott“ Woody Allen / Theater an der Ruhr 1982
- „Sommernachtstraum“ W.Shakespeare / Theater an der Ruhr 1982
- „Groß und Klein“ Botho Stauss / Theater an der Ruhr 1983
- „Elektra“ Euripides / Theater an der Ruhr 1983
- „Der neue Prozeß“ Peter Weiss – Deutsche Erstaufführung / Koproduktion: Freie Volksbühne Berlin/Theater an der Ruhr 1984
- „Die Möwe“ Anton Tschechov / Theater an der Ruhr 1984
- „La Moschetta“ Ruzante / Koproduktion: Freie Volksbühne Berlin/Theater an der Ruhr 1984